# 理雅各
詹姆斯·莱格（英語：James Legge，1815年12月20日—1897年11月29日），汉名理雅各，英國汉学家，牛津大學教授，曾在香港主持英华书院，法國漢學儒蓮獎得主。

## 生平
- 1815年12月20日理雅各出生在苏格兰阿伯丁郡亨得利镇一个富裕的布商家中，弟兄四人，理雅各排行第四。亨得利虽然是一个小镇，却有优良的传道传统。米憐，另一位来华传教士亦出自亨得利镇。
- 1839年被英国基督新教派公理宗的伦敦传道会派驻马六甲主持英华书院。
- 1843年英华书院迁往香港， 理雅各随着迁居香港薄扶林，任香港英华书院第一届校长。
- 1841年理雅各从开始着手翻译中国经典。
- 1861年-1872年相继出版《中国经书 （The Chinese Classics）》五卷一共八本包括《论语》、《大学》、《中庸》、《孟子》、《书经》、《诗经》及《春秋左传》。
- 1862年获得王韬协助翻译中国经典。
- 1867年理雅各离开香港回苏格兰家乡克拉克曼南郡的杜拉村。王韬随后也前往苏格兰杜拉村，继续协助理雅各翻译《十三经》。
- 1870年完成《十三经》翻译。获得苏格兰阿伯丁大学文学院博士学位。重返香港主持英华书院。
- 1870年-1873年任香港佑寧堂（Union Church Hong Kong）教区牧师。
- 1873年访问中国，四月初抵达上海，拜访慕维廉、偉烈亞力，乘船抵达天津，搭牛车抵达北京，下榻伦敦会，参观长城、颐和园和天坛；他认为天坛圆丘坛是世界上没有偶像的最神圣的场所，不禁脱靴礼拜。5月1日在艾约瑟陪同下，离开北京，前往山东，经德州，抵达泰山，雇四名轿夫登泰山。15日，离泰山，乘马车到曲阜，参观孔庙、孔林，登临孔子墓。然后取道大运河返回上海，经日本、美国，返回英国[1]。
- 1876年-1897年理雅各担任牛津大学第一任汉学教授。
- 1879年-1891年相继出版《中国经典 （The Sacred Books of China）》六卷包括《书经》、《诗经（与宗教有关的部分）》、《孝经》、《易经》、《礼记》、《道德经》、《庄子》等。
- 1885年翻译出版《沙门法显自记游天竺事》。
- 1888年将《大秦景教流行中国碑》翻译成英文。
- 1897年理雅各在牛津逝世。

## 著作
- 《致马六甲中国侨民的一封关于霍乱的信》1841 马六甲
- 《养心神诗》 1842 马六甲
- 《耶稣山上垂训》1844 香港
- 《英华通书》Anglo Chinese calendar  1851 香港
- 《约瑟略记》1852 香港
- 《重修礼拜堂仁济医馆祈祷上帝祝文》1852 香港
- 《耶稣门徒信经》1854 香港
- 《新约全书注释》1854 香港
- 《劝崇圣书略言》香港
- 《智环启蒙塾课初步》1856 香港
- 《圣书要说祈义》香港
- 《亚伯拉罕记略》1857 香港
- 《往金山要诀》1858 香港
- 《圣会准绳》1860 香港
- 《新金山善待唐客论》 1862 香港
- 《落炉不烧》香港
- 《浪子悔改》 香港
- 《孔子传》（Life and Teaching of Confucius） 1867
- 《孟子传》（The Life and Teaching of Mencius） 1875
- 《中国的宗教》（The Religions of China ） 1880.

### 汉译英
- 英 理雅各 《沙门法显自记游天竺事》 （页面存档备份，存于）
- 《易经》
- 《诗经》
- 《书经》
- 《礼记》
- 《春秋左传》
- 《大学》
- 《中庸》
- 《论语》
- 《孟子》
- 《孝经》
- 《道德经》
- 《庄子》
- 《阴符经》
- 《玉枢经》
- 《大秦景教流行中国碑》

## 理雅各博士纪念

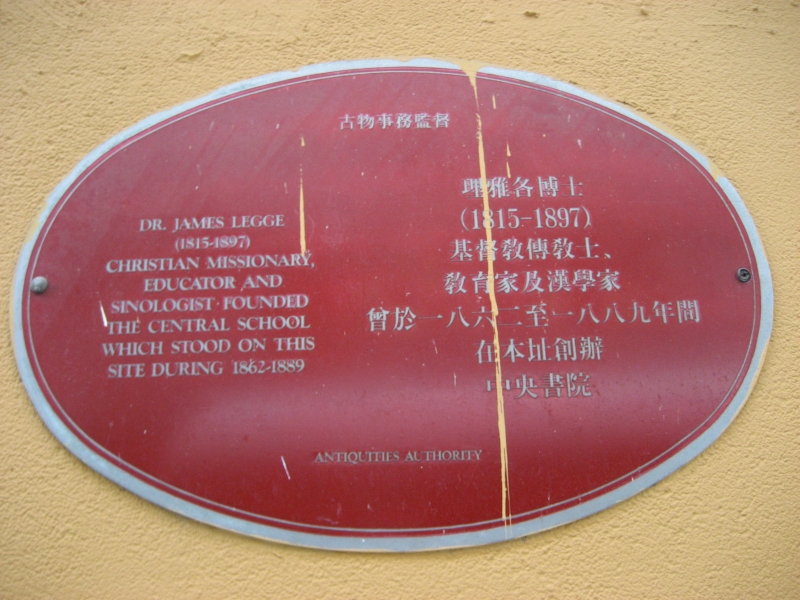
理雅各博士紀念牌匾

香港政府为了纪念理雅各博士对香港作出的贡献，在上环树立理雅各博士纪念牌匾，并于1994年10月5日发行《理雅各博士纪念邮票》和首日封。